# Maria Knebel
Pour les articles homonymes, voir Knebel.
Maria Knebel (en russe : Мари́я О́сиповна [Ио́сифовна] Кне́бель, Maria Ossipovna Knebel) est une actrice, metteure en scène, pédagogue et autrice russe, née le 6 mai 1898 (18 mai dans le calendrier grégorien) à Moscou où elle est morte le 1er juin 1985.

## Biographie
Fille d’un célèbre éditeur Joseph Knebel (ru), Maria Knebel se destine un temps aux mathématiques. Mais en 1918 elle entre dans le Studio de Mikhaïl Tchekhov, puis, en 1921, au Deuxième Studio du Théâtre d'art de Moscou. En 1924, elle est admise dans la troupe du Théâtre d'art où elle joue essentiellement des rôles de composition : les vieilles, les originales et les enfants…
Vers 1935, elle commence son activité de metteur en scène au Théâtre-studio Maria Iermolova.
Entre 1936 et 1938, elle enseigne « l’élocution scénique» au studio-opéra dirigé par Constantin Stanislavski. Celui-ci, auteur du système dit Stanislavski, met alors au point les « actions physiques » et la méthode de « l’analyse-action », développant le travail par « études » et improvisations,. En 1940, elle enseigne à l'l'école supérieure d'art dramatique Mikhaïl Chtchepkine, puis, à partir de 1948 à la faculté de la réalisation de l'Académie russe des arts du théâtre où elle sera nommée professeur en 1960.
Bien que déjà metteur en scène au Théâtre d’Art, elle continue à jouer jusqu’en 1949.
À partir de 1950, elle travaille au Théâtre central pour Enfants et en 1955 en devient le directeur.
En 1958, elle est distinguée artiste du Peuple de la RSFS de Russie. En 1978, on lui remet le prix d'État de l'URSS.
C’est grâce à ses efforts que les travaux de Mikhaïl Tchekhov commencent à être publiés en URSS.
Pédagogue de théâtre renommée, elle parvient à synthétiser dans ses livres le système Stanislavski. Elle forme de nombreux metteurs en scène. Parmi ses élèves les plus connus, on peut notamment citer Alexandre Bourdonski, Anatoli Vassiliev, Adolf Shapiro (ru), Léonid Kheifetz (ru), Boris Morozov, Băno Axionov, Giedrius Mackevičius (lt), Sam Kogan…
Morte à Moscou, elle repose au Cimetière de la Présentation.

## Quelques rôles au Théâtre d’Art
- Le Rêve de l'oncle, d’après un roman de Fiodor Dostoïevski : Karpoukhina
- La Cerisaie de Tchekhov : Charlotte
- Les Papiers posthumes du Pickwick Club de Charles Dickens : Mrs Bardell

## Quelques mises en scène dans des théâtres nationaux de Moscou
- 1940 : Comme il vous plaira de Shakespeare
- 1955 : Ivanov de Tchekhov
- 1965 : La Cerisaie de Tchekhov
- 1969 : Don, mécènes et adorateurs (Таланты и поклонники) d’Ostrovski
- 1972 : Le Rêve de l'oncle, d’après un roman de Fiodor Dostoïevski

## Livres
- 1954 : Le Verbe dans l’art de l’acteur, édition Isskustvo, Moscou. Réédition en 2009, édition GITIS, Moscou,  (ISBN 978-5-91328-048-0). Adapté par Anatoli Vassiliev et traduit en français dans la deuxième partie de l’Analyse-action chez Actes Sud en 2006.  (ISBN 978-2-7427-6149-4)[1].
- 1961 : L’Analyse par l’action de la pièce et du rôle, édition Isskustvo, Moscou. Réédition en 2009, édition GITIS, Moscou,  (ISBN 978-5-91328-048-0). Adapté par Anatoli Vassiliev et traduit en français dans la première partie de L’Analyse-action chez Actes Sud en 2006.  (ISBN 978-2-7427-6149-4)[1].
- 1966 : L’École de la mise en scène de Nemirovitch-Dantchenko, édition Isskustvo, Moscou.
- 1967 : Toute ma vie (Souvenirs d’actrice), édition VTO (en), Moscou. 588 pages
- 1984 : Poésie de la pédagogie, édition VTO (en), Moscou. 528 pages. Réédition en 2005 par GITIS, Moscou,  (ISBN 5-7196-0265-8) (OCLC 66239400).